# Лагерь для перемещённых лиц Пыллкюла-Клоога-Палдиски
В марте 1943 году на севере Эстонии, в посёлке Клоога и городе Палдиски немецкими властями были основаны карантинные и пересыльные лагеря, в которые временно размещались ингерманландские финны с оккупированной немцами части Ленинградской области для дальнейшей их отправки в Финляндию или другие районы Эстонии. Подробнее о наименовании находившихся в тылу немецкой группы армий «Север» см. Maripuu 2010.
Первым комендантом пересыльного лагеря Клоога-Палдиски был назначен участвовавший в деятельности по переселению ингерманландцев капитан Юхо Тирранен, который сам был ингерманландским финном.
Через пересыльный лагерь Клоога-Палдиски в 1942—1944 гг. в Финляндию было перевезено около 63 000 бежавших от войны. [1]
В самые напряжённые дни по перемещению беженцев осенью 1943 г. в Палдиски приходило до 6 поездов в сутки, то есть по 300—1300 человек, что привело к гуманитарной катастрофе. [2]
В лагерях вспыхивали эпидемии заразных болезней. Из-за плохих условий умирали дети и престарелые, всего около 1500 человек, большинство из которых были похоронены в братских могилах в Пыллкюла, но также на землях поместья Ринги в деревне Керсалу и на православном кладбище в Палдиски. [2]
В память о погибших за последние десятилетия в Пыллкюла сформировалась Роща памяти, были освящены несколько памятных знаков, а также мемориальная доска руководившему операцией по перемещению беженцев Пентти Кайтера. [2]

## Условия в лагерях
Первые перевезённые в Пыллкюла и Палдиски беженцы были размещены в складских помещениях, построенных здесь из известняка по приказу Красной Армии в 1940 г. Большая часть перемещённых лиц помещалась в недостроенных военных бараках-казармах, в которых отсутствовали, двери, окна, не говоря уже о полах. Позднее для прибывавших были поставлены временные палатки и фанерные укрытия, в которых порой находилось по полторы сотни человек. [3] [4] [5] Часто в бараках не было печей, заменявшие их буржуйки не давали достаточно тепла для обогрева большого помещения. Дождливой осенью стены покрывались плесенью, а пол становился мокрым. Многие спали на земляном или цементном полу, потому что нар не хватало. Электрического освещения не было. [5]
В находившихся в Клооге кирпичных казармах размещалась администрация и хозяйственные службы, охрана и иной персонал.
Уже по прибытии беженцы были плохи, измождены, страдали от болезней, от которых многие из-за плохих условий не выздоравливали. Сначала руководителем медицинской части лагерей был майор медицинской службы Ниило Натанаэль Песонен, после него — Пентти Халонен. Врачами работали ещё Эско Няятянен, Саара Нопола-Ранта и Катри Малмиваара, которые в этих антисанитарных условиях делали всё, что могли. [6] Им помогали несколько врачей-эстонцев.
Уже летом 1943 (-42?) г. в лагерях была большая вспышка тифа, из-за чего перевозки перемещённых лиц пришлось приостановить на два месяца. Был объявлен жёсткий карантин, чтобы болезнь не распространилась на окрестности. [8]
В лагерях Клооги и на кораблях, которые перевозили беженцев, о них заботились, среди прочих члены организации «Лотта-Свярд» лотты Сюльвиа Хейно, Лииса Холма, Хертта Левас, Анни Тукиа, Лииса Мария Тенкку, Мариа Виролайнен, Сандра Юллё, Элса Дуббельманн, из которых многие были также ингерманландскими финками. Вспомогательный персонал набирали из числа молодых женщин и девушек. Они работали на заготовке дров, готовили пищу, обслуживали санитарные перевозки, работали в морге, рыли могилы и т. п. Бывшая тогда 16-летней Хельви Хапонен заметила в интервью, что хотя могилы и были братскими, каждого покойника хоронили в гробу.
Тойни Луукканен, которая помогала в детском отделении госпиталя, вспоминала, что у детей было множество расстройств обмена веществ (напр., рахит, рожа, понос и пр.), а также воспаления лёгких и менингит. Младенцев и детей умирало много. Из-за высокой смертности начальство лагеря и приняло решение хоронить в братских могилах. Устанавливать кресты на индивидуальных могилах перестали. Отпевали умерших обычно пожилые ингерманландцы сами.
Откуда-то, однако, доставали кирпичи и камни, из которых женщины складывали на могилах своих близких кресты. Со временем они покрылись мхом. Ещё в 1980-е годы некоторые родственники находили средь деревьев по этим приметным, вросшим в землю крестам места захоронения своих близких (источник: Илмар Лахеранд, 2011 г.). В пересыльных лагерях служили три священника, проводились богослужения, у детей были даже школьные занятия. [7] Среди хаоса удавалось поддерживать дисциплину и элементарный порядок.
Некоторые отправлялись из лагеря через короткое время, через несколько дней или пару недель. Другим приходилось коротать время в лагере неделями и даже месяцами, например, из-за заболевания или подозрения на заразную болезнь. Есть сведения, что некоторые провели здесь почти полгода [8].
Академик Академии наук Эстонии Михкель Вейдерма вспоминал, что крестьяне ближайших деревень поддерживали ингерманландских финнов. [9] [3] Первый эстонец-комендант лагеря лейтенант Рейн Эспре (принимал участие в составлении регистра населения в оккупированной части Ингерманландии) сам ходил просить у местных продуктовую помощь и получал картофель и даже муку. М. Вейдерма подчёркивает, что возможности эстонцев помогать в условиях немецкой оккупации были весьма ограничены. Эстонский департамент по беженцам не работал. Вейдерма, посетивший лагерь с отцом, тогда министром образования, описывает условия в нём как удручающие. В общественном мнении Эстонии знали о ситуации в лагере, но никакого сотрудничества с финской стороной по этому вопросу наладить не было возможности.
При приближении линии фронта, среди перемещённых лиц стал распространяться религиозного характера фатализм «народа ханааского», которому достались муки Иова. Полагали, однако, что переезд в Финляндию ситуацию по крайней мере не ухудшит. В целом операцию по спасению ингерманландских финнов от ужасов войны можно считать удовлетворительной. Переговоры Финляндии с нацистской Германией и штабом группы армий «Центр» затягивались, и количество гражданских жертв росло изо дня в день. Огромные недостатки были в организации сборных пунктов и их содержании. Перемещённым лицам приходилось до отъезда продавать скот и имущество за рубли, которые потом, обменённые на марки, были им хорошим подспорьем в Финляндии.
Об условиях в лагерях Пыллкюла и Клоога написал современник событий историк-любитель Илмар Лахеранд (2008). Он описывает как истощены, больны и даже ранены были многие пребывавшие в лагерь. Некоторых везли на кладбище прямо их вагона поезда. Условия в лагере ещё ухудшились, когда одно из транспортных судов было потоплено советской торпедой и перевозки нельзя было осуществлять в прежнем режиме. [10] [7] Русские распространяли в прифронтовой полосе листовки с угрозами согласившимся на переезд, что они будут топить все перевозящие их суда. Задержки вызывали также дефицит продуктов питания в лагере. Сильные морозы сковывали Финский залив. Так в лагере скопилось до 15-17 тысяч человек, чего никто и предположить не мог.
Хотя по соглашению, Финляндия принимала на себя ответственность за ингерманландских финнов начиная с эстонской границы, фактически продовольственное снабжение оказалось на плечах немецкой армии. Близ линии фронта не хватало продовольствия и наблюдался голод. У размещенных в лагере питание было очень скудным, хотя случаев голодной смерти не отмечалось. Ситуацию спасали помощь эстонских крестьян и лотты, которые разворачивали полевые кухни и варили спасительную похлёбку. Окружавшие Палдиски крестьянские хозяйства помогали ещё и тем, что давали работу тем, кто по договорённости или тайно покидал территорию лагеря. Официально же около 3000 ингерманландских финнов были направлены на работу в крестьянские хозяйства в разных частях Эстонии, в Харьюмаа, Пярнумаа и под Вильянди. [11] [12] Это улучшило положение сотен беженцев, потому что с ферм посылали продукты родственникам. Некоторые из завербованных на фермы вообще не поехали в Финляндию, а остались зарабатывать привычным трудом.

## Роща памяти
2 июля 1943 г. руководитель государственного департамента по беженцам Эдгар Негго, посещая лагерь, заявил, что на всех могилах будут установлены памятники. [5]. По этому поводу Юсси Тенкку сделал следующую запись в дневнике:
Вечером на кладбище Клооги (Пыллкюла) организовали общественные работы, на которые пришли персонал департамента и много ингерманландцев. Умерших от истощения и болезней спешно хоронили, где придётся. Многие могилы были без крестов, на других на деревянных крестах карандашом были выведены лишь имена усопших. Мы решили упорядочить захоронения. — Через несколько часов упорного труда кладбище совершенно преобразилось. — С комендантом лагеря капитаном Тирраненом был разговор и о памятнике, который когда-нибудь следует поставить. [10]
Памятник во время войны здесь и был поставлен, но его разрушили советские оккупационные власти, когда большая часть территории лагерей вошла в особую зону военной базы Палдиски.
В 1970 г. по инициативе КГБ на кладбище привезли большой камень. Отдел исторических памятников Министерства культуры Советской Эстонии получило приказ принять под охрану «место захоронения советских граждан, погибших от голода, болезней и пыток нацистских приспешников во время фашистской оккупации». В документах не упоминалась ни Финляндия, ни ингерманландские финны, а лишь «жертвы фашизма».
Следующий памятник (крест из металлических труб) открыли на кладбище в Пыллкюла 10 мая 1992 г. по инициативе ингерманландских финнов, его освятил пробст Тимо Кёккё. [13]
20 июля 2004 г. был открыт памятник от Посольства Финляндской Республики в Таллинне. На нём высечен следующий текст: «Здесь покоятся спасённые в 1941—1944 гг. от ужасов войны на пути в Финляндию умершие сотни ингерманландских финнов». [14]
В 2018 г. освятили мемориальную доску руководителю операции по эвакуации Пентти Кайтера. На доске написано: «Следующее поколение финнов Ингерманландии чтит память усопших и благодарит руководителя спасательной миссии 1942—1944 гг. Пентти Кайтера».